# Jiří Hamřík
Jiří Hamřík (* 15. srpna 1951 Bosonohy) je bývalý český fotbalový obránce a trenér. Jako hráč přispěl v sezoně 1977/78 k mistrovskému titulu Zbrojovky Brno pod vedením Josefa Masopusta.

## Fotbalová kariéra
Je stejně jako např. Karel Kroupa st. odchovancem bosonožského fotbalu. V lize hrál za Zbrojovku Brno a Spartu Praha. V lize odehrál 124 utkání a dal 3 góly. V sezoně 1977/78 se na podzim v 5 zápasech podílel na titulu Zbrojovky Brno pod vedením Josefa Masopusta. V juniorské reprezentaci nastoupil k 8 utkáním.

## Ligová bilance
| Ročník                                   | Zápasy | Góly | Minuty | Klub           |
| ---------------------------------------- | ------ | ---- | ------ | -------------- |
| 1. československá fotbalová liga 1972/73 | 6      | 0    | -      | Zbrojovka Brno |
| 1. československá fotbalová liga 1973/74 | 23     | 0    | -      | Zbrojovka Brno |
| 1. československá fotbalová liga 1974/75 | 26     | 2    | -      | Zbrojovka Brno |
| 1. československá fotbalová liga 1975/76 | 14     | 0    | -      | Zbrojovka Brno |
| 1. československá fotbalová liga 1976/77 | 28     | 0    | -      | Zbrojovka Brno |
| 1. československá fotbalová liga 1977/78 | 5      | 0    | 209    | Zbrojovka Brno |
| 1. československá fotbalová liga 1977/78 | 13     | 1    | 1 151  | Sparta Praha   |
| 1. československá fotbalová liga 1978/79 | 9      | 0    | 604    | Sparta Praha   |
| CELKEM                                   | 124    | 3    | 1 964  |                |

## Rodina
Se svou první manželkou Danou má dvě děti – Danu (*1974) a Tomáše (*1978). S druhou manželkou Beatricí má syna Martina (*2000) a dceru Elišku (*2010).